# Aborted
Aborted est un groupe belge de brutal death metal originaire de Waregem, en Région flamande. Le groupe est formé en 1995 par le chanteur Sven de Caluwé. Leurs chansons ont pour principal sujet la mort et la violence, en utilisant un vocabulaire bien souvent médical. Le nom d'Aborted est décidé pour être en premier dans les racks des CD.
En 15 ans de carrière et sept albums studio produits, Aborted est un groupe de brutal death metal de renommée mondiale et figure parmi les groupes underground les plus connus de la scène européenne de ce genre. Le groupe possède une base de fans, qui se sont nommés Aborted Army.

## Historique

### Période Listenable Records (1995–2005)
Le groupe est formé au cours de l'année 1995 par le vocaliste Sven de Caluwé. Il est le seul membre restant de la formation d'origine. En 1998, le groupe sort une première démo, intitulée The Necrotorous Chronicles. L'année suivante sort le premier véritable album studio d'Aborted, The Purity of Perversion, dont l'ambiance est très largement inspirée par les films d'horreur, où le gore est omniprésent.
Aborted signe par la suite un contrat avec le label Listenable Records, sur lequel sort en 2001 l'album Engineering the Dead, puis l'opus Goremageddon: The Saw and the Carnage Done. Cet album est celui qui révélera le groupe sur la scène metal européenne. En 2005 sort l'album The Archaic Abattoir, qui est promu par le maxi The Haematobic EP, sorti quelque temps avant. Cet album sera le dernier sur le label Listenable Records. Aborted signe ensuite avec Century Media Records.

### Slaughter and Apparatus(2007–2010)
En 2007 sort l'album Slaughter and Apparatus: A Methodical Overture, qui sera suivi en 2008 par l'opus Strychnine.213. Le mois de décembre 2009 marque un gros changement dans la formation du groupe. Tous les membres, excepté Sven de Caluwé, quittent le groupe. Ils sont remplacés par Eran Segal et Ken Sorceron aux guitares, par Cole Martinez à la basse et enfin, par Dirk Verbeuren à la batterie. Avec ce nouveau line-up, un nouvel EP sort le 14 janvier 2010, intitulé Coronary Reconstruction.

### DeGlobal FlatlineàRetrogore(depuis 2011)
Le 28 mars 2011, de Caluwé annonce un septième album d'Aborted, Global Flatline pour juin. L'album comprend quatorze chansons,. Global Flatline est produit par Jacob Hansen, qui a aussi collaboré sur leur album Goremageddon: The Saw and the Carnage Done en 2003, et The Haematobic EP en 2004. Le 20 juin 2011, le groupe entre aux Hansen Studios au Danemark avec Hansen pour enregistrer Global Flatline. Le 9 juillet 2011, l'enregistrement de Global Flatline est terminé. L'album fait participer les chanteurs Julien Truchan de Benighted, Keijo Niinimaa de Rotten Sound et Jason Netherton de Misery Index. Global Flatline est publié en janvier 2012. Le single titre est publié le 25 octobre 2011.
Le 29 avril 2014, The Necrotic Manifesto est publié au label Century Media et atteint les classements américains (4e place des Heatseekers), néerlandais, allemands, belges et français. Le 10 juillet 2014, le groupe sort une vidéo de la chanson The Extirpation Agenda.
Le 9 novembre 2015, Aborted annonce leur nouvel EP spécial vingtième anniversaire, Termination Redux, pour le 8 janvier 2016 et quelques dates en Europe avec Kataklysm et Septicflesh. 
Le 12 février 2016, le groupe annonce l'album Retrogore le 22 avril 2016.

### Terrorvision(2018)
Le 29 juin 2018, le groupe annonce son nouvel album Terrorvision, qui sort le 21 septembre 2018.

### ManiaCult(2021)
Le 10 septembre 2021, le groupe sort son onzième album, ManiaCult.

## Membres

### Membres actuels
- Sven « Svencho » de Caluwé – chant (depuis 1995)
- Ken Bedene – batterie (depuis 2009)
- Ian Jekelis - guitare (depuis 2015)
- Stefano Franceschini – guitare basse (depuis 2016)

### Membres live et session
- Étienne Gallo – batterie live (2006)
- Dave Haley – batterie sur Slaughter and Apparatus: A Methodical Overture (2006)
- Matan Shmuely – batterie live (2006)
- Ariën van Wesenbeek – batterie live (2007)
- Joshua Neale – basse live (2012)
- Dirk Verbeuren – batterie, percussions (2003–2004, 2009–2011)

### Anciens membres
- Niek Verstraete – guitare (1997–2002)
- Christophe Herreman – guitare (1998–2000)
- Thijs De Cloedt – guitare (2000–2006)
- Bart Vergaert – guitare (2002–2005)
- Stephane Soutreyard – guitare (2005–2006)
- Matty Dupont – guitare (2006)
- Sebastien « Seb Purulator » Tuvi – guitare, chœurs (2006–2009)
- Peter Goemaere – guitare (2007–2009), basse (2006–2007)
- Koen Verstraete – basse (1997–2002)
- Frederik Vanmassenhove – basse (2002–2006)
- Olivia Scemama – basse (2006)
- Sven « Svenchi » Janssens – basse (2007–2009)
- Steven Logie – batterie (1997–1998)
- Frank Rousseau – batterie (1998–2003)
- Gilles Delecroix – batterie (2004–2006)
- Dan Wilding – batterie (2007–2009)
- Ken Sorceron – guitare (2009–2011)
- Cole Martinez – basse (2009–2011)
- Eran Segal – guitare (2009–2012)
- Mike Wilson – guitare (2011–2012)
- Danny Tunker – guitare (2012–2015)
- J.B. Van Der Wal – guitare basse (2009–2011, 2012–2016)
- Mendel bij de Leij – guitare (2012–2019)

## Discographie

### Albums studio
- 1999 : The Purity of Perversion
- 2001 : Engineering the Dead
- 2003 : Goremageddon: The Saw and the Carnage Done
- 2005 : The Archaic Abattoir
- 2007 : Slaughter & Apparatus: A Methodical Overture
- 2008 : Strychnine.213
- 2012 : Global Flatline
- 2014 : The Necrotic Manifesto
- 2016 : Retrogore
- 2018 : Terrorvision| No  | Titre                    | Durée |
| --- | ------------------------ | ----- |
| 1.  | Lasciate Ogne Speranza   | 0:55  |
| 2.  | TerrorVision             | 4:33  |
| 3.  | Farewell To The Flesh    | 4:42  |
| 4.  | Vespertine Decay         | 6:01  |
| 5.  | Squalor Opera            | 4:02  |
| 6.  | Visceral Despondency     | 3:32  |
| 7.  | Deep Red                 | 3:20  |
| 8.  | Exquisite Covinous Drama | 5:02  |
| 9.  | Altro Inferno            | 4:50  |
| 10. | A Whore D'oeuvre Macabre | 3:02  |
| 11. | The Final Absolution     | 5:10  |
| 12. | Bathos                   | 4:20  |
| 13. | Fallacious Crescendo     | 3:44  |
- 2021 : ManiaCult
- 2024 : Vault Of Horrors (Nuclear Blast)| 1.    | Dreadbringer         | 05:30 |
| 2.    | Condemned To Rot     | 02:56 |
| 3.    | Brotherhood Of Sleep | 03:55 |
| 4.    | Death Cult           | 03:40 |
| 5.    | Hellbound            | 04:47 |
| 6.    | Insect Politics      | 01:44 |
| 7.    | The Golgothan        | 04:19 |
| 8.    | The Shape Of Hate    | 04:17 |
| 9.    | Naturom Demonto      | 04:03 |
| 10.   | Malevolent Haze      | 04:53 |
| 40:04 |                      |       |

### Démos et EP
- 1998 : The Necrotorous Chronicles
- 1998 : The Splat Pack
- 2000 : Aborted (split CD avec Christ Denied)
- 2002 : Created To Kill (split CD avec Drowning, Brodequin et Misery Index)
- 2004 : The Haematobic EP
- 2010 : Coronary Reconstruction
- 2020 : La Grande Mascarade

## Vidéographie
- 2006 : The Auricular Chronicles (DVD live enregistré à La Locomotive à Paris en mai 2006)